# Nick Diaz
Nicholas Robert Diaz (Stockton, 2 de agosto de 1983), mais conhecido como Nick Diaz, é um lutador profissional de artes marciais mistas (MMA) norte-americano. Lutou no UFC, tendo tido passagem no Pride FC e sido campeão do Strikeforce, WEC e do IFC. É irmão mais velho do também lutador de MMA Nate Diaz.

## Biografia
Diaz nasceu e foi criado em Stockton, na Califórnia. Nick tem um irmão mais novo, o também lutador Nate Diaz, e uma irmã mais nova, Nina, que foram criadas principalmente por sua mãe Melissa, pois o pai não estava por perto. Ele foi para Tokay High School, em Lodi, por um ano antes de sair.
Enquanto caloiro era membro da equipe de natação. Diaz afirmou no passado que ele é grato a sua mãe o colocou em aulas de natação, porque a natação é uma das principais razões pelas quais seu cardio é tão impressionante durante suas lutas. Também disse em várias ocasiões que ele teve uma infância difícil e cresceu sem seu pai biológico. Ele originalmente começou a treinar artes marciais porque estava sendo intimidado por outros adolescentes que eram maiores. Ele então assistiu ao UFC pela primeira vez e logo queria ser capaz de lutar na organização. Seu irmão mais novo, Nathan também é um lutador de MMA profissional na categoria leve e o vencedor do The Ultimate Fighter 5. Nick também regularmente compete em provas de triatlo como parte de seu treinamento.
Diaz começou a treinar em sambo com 16 anos de idade com o campeão búlgaro de sambo Valeri Ignatov.

## Carreira nas artes marciais mistas
Depois de anos de prática de vários esportes combate e artes marciais, Diaz tornou-se um profissional lutador de artes marciais em 2001, logo após seu aniversário de 18 anos e venceu sua primeira luta, finalizando Wick Mike com um triângulo no IFC Warriors Challenge 15. Diaz se tornaria um campeão em apenas sua segunda luta profissional, derrotando Chris Lytle para o título dos meio-médios do IFC, nos Estados Unidos em julho de 2002, no IFC Warriors Changelle 17. Diaz foi então convidado a participar de Ultimate Athlete's King of the Mountain, um único torneio-noite, que teve lugar dois meses depois. Ele venceu suas duas primeiras lutas, mas acabou perdendo na final para Jeremy Jackson (lutador) por TKO. Diaz lutaria em Warriors Quest e Shooto contra Harris "Hitman" Sarmiento e Kuniyoshi Hironaka, respectivamente, antes de ganhar o título Welterweight WEC em 2003 no WEC 6, submetendo Joe Hurley com uma kimura. Diaz voltou a defender seu cinturão meio-médio do IFC contra o homem que o derrotou no ano anterior, Jeremy Jackson no IFC Warriors Challenge 18, desta vez era Diaz que foi capaz de obter a vitória, vencendo por nocaute técnico no primeiro round. Tomando conhecimento de seu sucesso, o UFC assinou Diaz durante o verão e ele fez sua estreia no UFC 44, completando a trilogia contra Jeremy Jackson e submetê-lo com um armlock no último round.

### Ascensão
Diaz voltou ao octógono no UFC 47, programado para enfrentar o peso-meio-médio Robbie Lawler. Lawler era um favorito na luta, mas foi Diaz, que tomou a ofensiva, perseguindo Lawler ao redor da gaiola para a maior parte da luta. Diaz conectou um gancho de direita, em Lawler. Diaz foi, então, lutou com Karo Parisyan no UFC 49, mas acabou perdendo na decisão dividida. Ele recuperou-se com vitórias sobre Drew Fickett no UFC 51 e Koji Oishi no UFC 53, antes de perder pela segunda vez no UFC nas mãos do The Ultimate Fighter Middleweight vencedor Diego Sanchez no Ultimate Fighter 2 Finale. Os dois entraram em luta com uma boa quantidade de sangue ruim entre eles. Eles teriam trocado aquecidos e-mails antes e após a assinatura oficial da luta, mas Diaz negou. As coisas foram para um outro nível no vestiário antes da luta, quando Diaz Sanchez insultado e atirou um sapato para ele. Diaz foi, obviamente, confiante de que vem para o ataque, mas foi incapaz de alcançar o sucesso no jogo, em última análise, perdendo para Sanchez por decisão unânime. Durante a entrevista pós-luta televisionada no ringue, Diaz continuou a polêmica, ao declarar que ele respeitava Sanchez capacidade de luta, mas não acho que ele merecia estar lá, apesar da vitória de Sanchez.
Similar ao seu tratamento de Sanchez, Diaz fez com que ele provocou a sua abundância adversário antes de iniciar sua luta na conferência de imprensa oficial no evento em que Diaz confrontado Riggs e as duas palavras trocadas. Eles continuaram a conversa na pesagem oficial-ins em que ambos os lutadores tiveram que ser separados por presidente do UFC Dana White e outras autoridades presentes. Riggs prevaleceu em uma batalha árdua, vencendo por decisão unânime e dando Diaz sua segunda perda. pós a luta, os dois foram levados para o hospital para exames e observação pós-luta, foi lá que Diaz e Riggs teve uma briga, mas quando a polícia chegou nenhuma acusação foi registrada. Diaz perdeu sua terceira luta consecutivo em uma decisão unânime de Sean Sherk no UFC 59. O UFC posteriormente rescindido o seu contrato e libertou-o durante a primavera de 2006.

### Retorno ao UFC
Diaz voltou à sua cidade natal, Stockton e participou International Cage Fighting Organization evento inaugural da Organização, derrotando Ray Steinbeiss por decisão dividida. Diaz foi programado para lutar em sua cidade natal novamente contra John Alessio, quando ele recebeu um telefonema inesperado na noite antes da luta do UFC pedindo para o preenchimento de um doente Thiago Alves no  UFC 62 . Após Alessio fora, Diaz aproveitou a oportunidade, submetendo Josh Neer no terceiro round. Aparentemente de volta ao UFC, Diaz parou recém-chegado Gleison Tibau com greves em sua próxima luta no UFC 65. No entanto, mesmo após a vitória ea garantia de que o UFC iria dar-lhe uma outra luta, Diaz decidiu assinar com a Gracie Fighting Championships e deixar o UFC. GFC teve Diaz programado para lutar Thomas Denny em janeiro de 2007, mas devido a venda de poucos ingressos do evento foi finalmente cancelado.

### Pride FC
Diaz assinou um contrato de dois de luta no Pride Fighting Championships com o primeiro programado contra campeão de leves Takanori Gomi em uma luta não-título em 24 de fevereiro em Las Vegas. Enquanto Gomi começou a luta forte, uma vez batendo Diaz para o chão, e duas vezes terminando em sua guarda, o californiano dominou o combate em pé com o seu estilo pouco ortodoxo, escolhendo o seu adversário com jabs além rápidas e precisas e socos looping. No final da primeiro round, aparentemente devido ao cardio de Gomi, o lutador japonês foi claramente atordoado, dando socos muito mais selvagens e mal manter a sua defesa. Em um ponto, porém, a luta foi interrompida para verificar um corte sofrido sob o olhar de Diaz. No segundo round viu uma continuação de socos selvagens de Gomi, então, eventualmente levando a luta para o chão e deixando-se aberta a um gogoplata apresentação por Diaz e tocando às 1:46 da rodada, esta foi a tentativa gogoplata segundo sucesso na história do Pride (o primeiro realizado por Shinya Aoki em Joachim Hansen menos de dois meses antes, no evento de Ano Novo do Pride. Em 10 de abril de 2007, a Comissão Atlética de Nevada anunciou que Diaz falhou no teste de drogas que foi tirada pouco antes de sua vitória sobre Takanori Gomi, teste positivo para maconha. O NSAC declarou a luta de um "No Contest" e suspendeu-o por 6 meses com uma multa de 20% de seus ganhos (US$ 3.000) da luta contra o Gomi. Diaz se rejeitou a afirmação de que a maconha era um droga que aumenta a performance, ou que ele estava fumando antes da luta.

### EliteXC
Diaz fez sua estreia pelo EliteXC no Havaí em 15 de Setembro, 2007 no Showtime.  Ele venceu uma decisão dividida dura batalha sobre o seu adversário Mike Aina. MMA Weekly informou que Nick Diaz assinou um contrato de dois anos com o EliteXC e em sua próxima luta, lutou KJ Noons para o título vago de 160 lb. Uma vez que a luta começou, os dois trocaram bastante uniformemente nos pés até Noons caiu Diaz com um contra-ataque bem cronometrada direito. Diaz tentou várias quedas, que foram todas recheadas por Noons, em certa ocasião com um joelho rápido direito que abriu um corte notável no rosto de Diaz, acabou resultando em uma perda por paralisação médico devido a múltiplos cortes na testa. A Diaz decepcionado deixou a arena de imediato e empurrou a câmera do seu rosto, curiosamente, ele declarou em entrevistas pré-luta que a única maneira que ele ia perder essa luta era de um corte acima do olho. Depois de perder a luta Noons via paralisação devido a um corte, Diaz fez uma cirurgia e teve o osso arquivado para baixo em suas sobrancelhas para evitar cortes em lutas futuras. Após uma vitória difícil sobre o adversário Muhsin Corbbrey em EliteXC "Return of the KING" do evento em Honolulu, Havaí. Executivos  do EliteXC perguntou Diaz para vir para o ringue e fazer uma declaração sobre uma revanche título possível com Noons. Noons, um nativo do Havaí, perguntou à multidão sua opinião, o que resulta em um eco de vaias para Diaz, depois de Nick falou sobre o microfone para Noons, dizendo: "não tenha medo mano". Carl Noons, pai do KJ, avançou para ele levando Nate Diaz para jogar uma garrafa de água nas Noons mais velhos. Os irmãos Diaz foram rapidamente escoltado para fora da gaiola por um grupo de pessoal de segurança. Durante as entrevistas no dia seguinte, Nick afirmou Carl que estava embriagado e exagerando, enquanto isso, Carl alegou que seu incidente foi solicitado pela garrafa lançada. Replay do evento mostrou Nate jogando a garrafa depois de Carl avançou sobre Nick, ninguém ficou ferido.
Nick passou a enfrentar bem veterano Thomas "Wildman" Denny no evento EliteXC "Unfinished Business" na cidade natal de Nick de Stockton, Califórnia. Depois de um começo lento para a luta, Diaz encontrou o seu alcance e punido Denny durante a segunda metade do primeiro round. Diaz continuou a manter a luta em pé e manteve um ritmo acelerado ritmo para o restante da luta, ganhando um nocaute técnico impressionante sobre o veterano Denny 00:30 no segundo round. Foi espalhado boatos para ter uma revanche contra o atual EliteXC campeão de pouco peso KJ Noons, 04 de outubro de 2008. No entanto, KJ Noons e seu camp se recusou a aceitar a luta.  Mark Dion, gerente KJ foi citado como dizendo: "Tanto quanto Nick Diaz, ele não é o nº 1 contender para fora". Diaz foi programado para enfrentar Eddie Alvarez para o EliteXC título 160lb em 8 de novembro de 2008 mas antes a empresa deixou operações.

### Strikeforce e Dream
Diaz foi vitorioso em Dream 3, derrotando Katsuya Inoue por paralisação do córner (TKO) no primeiro round. Com aquisição de ProElite pelo Strikeforce, o CEO Scott Coker anunciou que Nick irá enfrentar a lenda das artes marciais mistas Frank Shamrock em um peso casado de 179lb, em seu próximo evento Strikeforce: Shamrock vs Diaz na cidade natal de Shamrock San José em 11 de abril no HP Pavilion. Nick foi bem-sucedida na luta, derrotando Shamrock por nocaute técnico no segundo round. Durante a luta, Diaz foi dominante em todas as áreas usando posicionamento eficaz no chão, uma vez que a montagem Frank no final do primeiro round e, finalmente, terminando no segundo round quando árbitro John McCarthy. pediu a suspensão da luta. Na entrevista, ele afirmou: "É difícil odiar o cara, ele é vindo a fazer o que eu estava querendo fazer e dizer o que eu queria dizer há muito tempo".
No Strikeforce: Lawler vs. Shields, Diaz conheceu Scott Smith em um peso casado de 180lb. Embora Smith tenha levado Diaz para baixo uma vez no primeiro round, Diaz controlou a maior parte da luta com seu boxe superior, utilizando de seu alcance, perseguição jabs e repetidamente punir Smith com ganchos para o corpo, duas vezes por cair-lhe em o segundo round e terceiro. No terceiro round, Smith assumiu uma posição de tartaruga e Diaz levou costas até conseguir um mata-leão para terminar a luta em 1:41 do round final.
Diaz anunciou que estaria lutando Joe Riggs em Strikeforce: Carano vs. Cyborg, tendo lugar em 15 de agosto, em que teria sido uma revanche de sua primeira luta que aconteceu em UFC 57: Couture vs Liddell 3, em que ambos os lutadores lutavam na gaiola e em seguida, novamente no hospital local mais tarde, a luta teria sido pelo Cinturão Meio-Médio do Strikeforce, mas Joe Riggs teve de desistir da luta devido a uma reação adversa a um medicamento. Diaz foi então programado para enfrentar Jay Hieron pelo cinturão, esta luta já foi cancelado devido a uma falha de Diaz para atingir seu de licença depois de não participar de um teste de drogas pré-luta. Jesse Taylor substituíu Diaz e o título não estava mais valendo, Hieron venceu Taylor por decisão unânime.
Diaz enfrentou o recém-chegado ao Strikeforce Marius Zaromskis para coroar o primeiro Campeão Meio-Médio do Strikeforce em 30 de janeiro de2010 no Strikeforce: Miami. Zaromskis saiu de forma agressiva e os dois homens trocaram os pés até Diaz amarrou seu oponente para cima no clinch, Diaz, em seguida, teve uma queda e olhou para um guilhotina rapidamente descartada pelo seu adversário. Os dois homens continuaram a troca, com Diaz utilizando seu habilidades heterodoxo do boxe , até abalada por um gancho de esquerda e Zaromskis cai em suas costas e aterrou poucos tiros eficazes. Nos poucos minutos restantes, Diaz abriu com seu boxe, várias vezes com combos composto por jabs, ganchos e bodyshots sem costura; forçando-o contra o lado da gaiola onde ele conseguiu um uppercut sólido e continuou a castigar seu oponente levando o árbitro a interromper o combate às 4:38,  da primeira round. Diaz foi então coroado como o inaugural Campeão Welterweight Strikeforce.
Diaz derrotou Hayato Sakurai por finalização (chave de braço) em um ataque não-título do Dream 14. Diaz derrotou KJ Noons em uma revanche de sua luta de 2007 para o Campeonato Welterweight Strikeforce Diaz venceu por decisão unânime (48-47, 49-47, 49-46). Diaz derrotou Evangelista Santos em 29 de janeiro de 2011, Strikeforce: Cyborg vs Diaz com um armlock no o segundo round. Diaz derrotou Paul Daley em Strikeforce: Diaz vs Daley por nocaute técnico (socos) em 4:57 do round 1, e se tornou o lutador do Strikeforce primeiro a defender com sucesso o Cinturão Meio-Médio três vezes seguidas.

### Retorno ao UFC
O presidente do UFC, Dana White afirmou que um confronto entre Diaz e UFC campeão welterweight Georges St. Pierre era uma consideração possível. Surgiram rumores de que os próximos treinadores para o reality show TUF 14 (The Ultimate Fighter) seriam Diaz e St.Pierre, mas o show estreou em 21 de setembro de 2011, com Michael Bisping e Jason Miller como treinadores. O presidente do UFC Dana White confirmou via Twitter Diaz, que iria enfrentar GSP em UFC 137 no Mandalay Bay Event Center, em Las Vegas, Nevada, em 29 de outubro de 2011. Nick Diaz desocupou seu título de Campeão Meio-Médio do Strikeforce antes de sua luta com Georges St-Pierre. Dana White tomou a decisão de tirar Nick Diaz e substituí-lo por Carlos Condit, devido à falta Diaz vários voos para um evento de imprensa para apoiar a luta. Foi anunciado que Diaz iria lutar BJ Penn no evento principal em seu cartão da luta original, UFC 137. Diaz venceu por decisão unânime. Diaz chamou Georges St. Pierre na entrevista pós-luta, que estava programado para lutar Carlos Condit no mesmo evento, mas foi forçado a sair da luta com uma lesão no joelho. Após seu retorno bem sucedido, esperava-se que Diaz enfrenta-se Georges St. Pierre para o título welterweight do UFC em UFC 143 durante a Super Bowl. No entanto, devido a uma lesão do LCA  por St-Pierre, Diaz enfrentou Carlos Condit no evento principal, com o vencedor sendo premiado com um provisório Campeonato Welterweight do UFC. Condit venceu por decisão unânime mas muitas pessoas pensam Diaz ganhou. Depois a luta, uma Diaz zangado e desapontado disse que iria se aposentar do MMA dizendo "Estou fora dessa merda". No entanto Diaz testou positivo para maconha metabólitos em um teste de drogas pós-luta. A Comissão Atlética de Nevada suspendeu temporariamente Diaz logo após o teste positivo pendente uma audiência completa disciplinar.
Diaz lutou pelo Cinturão Meio Médio do UFC contra Georges St. Pierre em 16 de março de 2013 no UFC 158 e perdeu por decisão unânime.
Na madrugada do dia 01/02/2015 Diaz lutou contra Anderson Silva em Las Vegas e perdeu por decisão unânine. No dia 13 de agosto de 2015 após julgamento sobre uma substancia ilegal encontrada no exame de Silva, a luta teve resultado alterado para "No Contest".
Nick Diaz foi condenado a 5 anos de punição pela Comissão Atlética de Nevada, por ter testado positivo para metabólicos de maconha no teste antes da luta do UFC 183.

## Casos de dopping
Devido a reincidência em casos de doping por THC (tetraidrocanabinol), pela terceira vez, Nick Diaz foi suspenso por cinco anos, em 2015, pela Comissão Atlética de Nevada (NAC). A decisão incomodou o americano que atacou os lutadores de MMA, afirmando que todos usavam anabolizantes e, quando pegos, recebiam penas mais brandas, como de seis meses ou dois anos.

## Campeonatos e realizações

### Artes Marciais Mistas
- Strikeforce
  - Cinturão Meio Médio do Strikeforce (uma vez)
  - Três defesas de título bem sucedidas
  - Defesas consecutivas do título do peso-meio-médio no Strikeforce história (três vezes)
  - Junto com Gilbert Melendez com o maior número de defesas consecutivas de cinturão do Strikeforce (três vezes)
  - Lutador do Ano de 2010
  - Luta do Ano de 2010  vs KJ Noons em 9 de outubro
- World Extreme Cagefighting
  - Cinturão Peso Meio Médio do WEC (uma vez)
- Ultimate Fighting Championship
  - Luta da Noite (uma vez)
- International Fighting Championship
  - Campeão Meio-Médio IFC Estados Unidos (uma vez)
- Sherdog 
  - 2011 Round do Ano  vs Paul Daley em 9 de abril; 1º round
  - 2011 First Team All-Violence
- Inside Fights
  - 2007 luta de MMA do Ano  vs Takanori Gomi em 24 de fevereiro

## Cartel no MMA
| Cartel no MMA   |             |             |
| 38 lutas        | 26 vitórias | 10 derrotas |
| Por nocaute     | 13          | 3           |
| Por finalização | 8           | 0           |
| Por decisão     | 5           | 7           |
| No contest      | 2           | 2           |

| Res.    | Cartel    | Oponente           | Método                                  | Evento                          | Data       | Round | Tempo | Local                      | Notas                                                                                           |
| ------- | --------- | ------------------ | --------------------------------------- | ------------------------------- | ---------- | ----- | ----- | -------------------------- | ----------------------------------------------------------------------------------------------- |
| Derrota | 26-10 (2) | Robbie Lawler      | Nocaute Técnico (desistência)           | UFC 266: Volkanovski vs. Ortega | 25/09/2021 | 3     | 0:44  | Las Vegas, Nevada          | Luta nos Médios.                                                                                |
| NC      | 26-9 (2)  | Anderson Silva     | Sem Resultado                           | UFC 183: Silva vs Diaz          | 31/01/2015 | 5     | 5:00  | Las Vegas, Nevada          | Estréia no Peso Médio. Originalmente derrota por decisão, mas Silva falhou no exame antidoping. |
| Derrota | 26-9 (1)  | Georges St. Pierre | Decisão (unânime)                       | UFC 158: St. Pierre vs. Diaz    | 16/03/2013 | 5     | 5:00  | Montreal, Quebec           | Pelo Cinturão Meio Médio do UFC.                                                                |
| Derrota | 26-8 (1)  | Carlos Condit      | Decisão (unânime)                       | UFC 143: Diaz vs. Condit        | 04/02/2012 | 5     | 5:00  | Las Vegas, Nevada          | Pelo Cinturão Meio Médio Interino do UFC; Diaz testou positivo para maconha.                    |
| Vitória | 26-7 (1)  | BJ Penn            | Decisão (unânime)                       | UFC 137: Penn vs. Diaz          | 29/10/2011 | 3     | 5:00  | Las Vegas, Nevada          | Luta da Noite.                                                                                  |
| Vitória | 25-7 (1)  | Paul Daley         | Nocaute Técnico (socos)                 | Strikeforce: Diaz vs. Daley     | 09/04/2011 | 1     | 4:57  | San José, Califórnia       | Defendeu o Cinturão Meio Médio do Strikeforce.                                                  |
| Vitória | 24-7 (1)  | Evangelista Santos | Finalização (chave de braço)            | Strikeforce: Diaz vs. Cyborg    | 29/01/2011 | 2     | 4:50  | San José, Califórnia       | Defendeu o Cinturão Meio Médio do Strikeforce.                                                  |
| Vitória | 23-7 (1)  | K.J. Noons         | Decisão (unânime)                       | Strikeforce: Diaz vs. Noons II  | 09/10/2010 | 5     | 5:00  | San José, Califórnia       | Defendeu o Cinturão Meio Médio do Strikeforce.                                                  |
| Vitória | 22-7 (1)  | Hayato Sakurai     | Finalização (chave de braço)            | Dream 14                        | 29/05/2010 | 1     | 3:54  | Saitama, Saitama           |                                                                                                 |
| Vitória | 21-7 (1)  | Marius Žaromskis   | Nocaute Técnico (socos)                 | Strikeforce: Miami              | 30/01/2010 | 1     | 4:38  | Sunrise, Flórida           | Ganhou o Cinturão Meio Médio do Strikeforce.                                                    |
| Vitória | 20-7 (1)  | Scott Smith        | Finalização (mata leão)                 | Strikeforce: Lawler vs. Shields | 06/06/2009 | 3     | 1:41  | St. Louis, Missouri        | Peso Casado (180 lbs).                                                                          |
| Vitória | 19-7 (1)  | Frank Shamrock     | Nocaute Técnico (socos)                 | Strikeforce: Shamrock vs. Diaz  | 11/04/2009 | 2     | 3:57  | San José, Califórnia       | Estreia no Strikeforce; Luta em Peso Casado (179 lbs).                                          |
| Vitória | 18-7 (1)  | Thomas Denny       | Nocaute Técnico (socos)                 | EliteXC: Unfinished Business    | 26/07/2008 | 2     | 0:30  | Stockton, Califórnia       |                                                                                                 |
| Vitória | 17-7 (1)  | Muhsin Corbbrey    | Nocaute Técnico (socos)                 | EliteXC: Return of the King     | 14/06/2008 | 3     | 3:59  | Honolulu, Hawaii           |                                                                                                 |
| Vitória | 16-7 (1)  | Katsuya Inoue      | Nocaute Técnico (interrupção do corner) | Dream 3                         | 11/05/2008 | 1     | 6:45  | Saitama, Saitama           | Retornou aos Meio-Médios.                                                                       |
| Derrota | 15-7 (1)  | K.J. Noons         | Nocaute Técnico (interrupção médica)    | EliteXC: Renegade               | 10/11/2007 | 1     | 5:00  | Corpus Christi, Texas      | Pelo Cinturão Peso Leve do EliteXC.                                                             |
| Vitória | 15-6 (1)  | Mike Aina          | Decisão (dividida)                      | EliteXC: Uprising               | 15/09/2007 | 3     | 5:00  | Honolulu, Havaí            |                                                                                                 |
| NC      | 14-6 (1)  | Takanori Gomi      | Sem Resultado (resultado mudado)        | Pride 33                        | 24/02/2007 | 2     | 1:46  | Las Vegas, Nevada          | Estreia nos Leves; Havia vencido por finalização; Diaz testou positivo para maconha.            |
| Vitória | 14-6      | Gleison Tibau      | Nocaute Técnico (socos)                 | UFC 65                          | 18/11/2006 | 2     | 2:27  | Sacramento, Califórnia     |                                                                                                 |
| Vitória | 13-6      | Josh Neer          | Finalização (kimura)                    | UFC 62                          | 26/08/2006 | 3     | 1:42  | Las Vegas, Nevada          |                                                                                                 |
| Vitória | 12-6      | Ray Steinbeiss     | Decisão (unânime)                       | ICFO 1                          | 13/05/2006 | 3     | 5:00  | Stockton, Califórnia       |                                                                                                 |
| Derrota | 11-6      | Sean Sherk         | Decisão (unânime)                       | UFC 59                          | 15/04/2006 | 3     | 5:00  | Anaheim, Califórnia        |                                                                                                 |
| Derrota | 11-5      | Joe Riggs          | Decisão (unânime)                       | UFC 57                          | 04/02/2006 | 3     | 5:00  | Las Vegas, Nevada          |                                                                                                 |
| Derrota | 11-4      | Diego Sanchez      | Decisão (unânime)                       | The Ultimate Fighter 2 Finale   | 05/11/2005 | 3     | 5:00  | Las Vegas, Nevada          |                                                                                                 |
| Vitória | 11-3      | Koji Oishi         | Nocaute Técnico (socos)                 | UFC 53                          | 04/06/2005 | 1     | 1:24  | Atlantic City, Nova Jersey |                                                                                                 |
| Vitória | 10-3      | Drew Fickett       | Nocaute Técnico (socos)                 | UFC 51                          | 05/02/2005 | 1     | 4:40  | Las Vegas, Nevada          |                                                                                                 |
| Derrota | 9-3       | Karo Parisyan      | Decisão (dividida)                      | UFC 49                          | 21/08/2004 | 3     | 5:00  | Las Vegas, Nevada          |                                                                                                 |
| Vitória | 9-2       | Robbie Lawler      | Nocaute (socos)                         | UFC 47                          | 02/04/2004 | 2     | 1:31  | Las Vegas, Nevada          |                                                                                                 |
| Vitória | 8-2       | Jeremy Jackson     | Finalização (chave de braço)            | UFC 44                          | 26/09/2003 | 3     | 2:04  | Las Vegas, Nevada          | Estreia no UFC.                                                                                 |
| Vitória | 7-2       | Jeremy Jackson     | Nocaute Técnico (socos)                 | IFC Warriors Challenge 18       | 19/07/2003 | 1     | 4:33  | Lakeport, Califórnia       | Defendeu o Cinturão Meio Médio do IFC United States.                                            |
| Vitória | 6-2       | Joe Hurley         | Finalização (kimura)                    | WEC 6                           | 27/03/2003 | 1     | 1:55  | Lemoore, California        | Ganhou o Cinturão Peso Meio Médio do WEC; Mais tarde vagou o cinturão.                          |
| Derrota | 5-2       | Kuniyoshi Hironaka | Decisão (dividida)                      | Shooto: Year End Show 2002      | 14/12/2002 | 3     | 5:00  | Chiba, Chiba               |                                                                                                 |
| Vitória | 5-1       | Harris Sarmiento   | Nocaute Técnico (interrupção do córner) | Warriors Quest 8                | 24/10/2002 | 2     | 1:47  | Honolulu, Havaí            |                                                                                                 |
| Derrota | 4-1       | Jeremy Jackson     | Nocaute Técnico (socos)                 | UA 4: King of the Mountain      | 28/09/2002 | 1     | 0:49  | Auberry, Califórnia        |                                                                                                 |
| Vitória | 4-0       | Adam Lynn          | Finalização (chave de braço)            | UA 4: King of the Mountain      | 28/09/2002 | 1     | 2:51  | Auberry, Califórnia        |                                                                                                 |
| Vitória | 3-0       | Blaine Tyler       | Nocaute Técnico (socos)                 | UA 4: King of the Mountain      | 28/09/2002 | 2     | 2:01  | Auberry, Califórnia        |                                                                                                 |
| Vitória | 2-0       | Chris Lytle        | Decisão (dividida)                      | IFC Warriors Challenge 17       | 12/07/2002 | 3     | 5:00  | Porterville, Califórnia    | Ganhou o Cinturão Meio Médio do IFC United States.                                              |
| Vitória | 1-0       | Mike Wick          | Finalização (triângulo)                 | IFC Warriors Challenge 15       | 31/08/2001 | 1     | 3:43  | Oroville, Califórnia       |                                                                                                 |